# Gary Peacock
Gary Peacock (Burley, 12 de maio de 1935 – 4 de setembro de 2020) foi um contrabaixista americano de jazz.
Após o serviço militar na Alemanha, no começo da década de 1960, trabalhou na costa oeste com Barney Kessell, Bud Shank, Paul Bley e Art Pepper quando mudou-se para Nova Iorque. Também contribuiu com Paul Bley, com o Bill Evans Trio (com Paul Motian), Albert Ayler Trio e com Sunny Murray. Além de apresentações ao vivo com Miles Davis, e substituto temporário de Ron Carter.
Morreu em 4 de setembro de 2020 no norte de Nova Iorque, aos 85 anos.